# 식겁 작전
식겁 작전(Operation Freakout)은 사이언톨로지 교단이 언론인 폴렛 쿠퍼를 감옥 또는 정신병원에 보내기 위해 꾸민 음모 계획이었다. 쿠퍼는 1971년 《사이언톨로지 스캔들》이라는 책에서 사이언톨로지를 강하게 비판한 바 있었다. 하여 교단은 쿠퍼에게 복수하고 앞으로의 잠재적 위험도 제거할 겸 1976년부터 쿠퍼에게 송사를 걸고 은밀하게 정신적 학대를 가할 계획을 세웠다. 사이언톨로지의 또다른 음모인 백설공주 작전이 미국 정부측에 발각됨에 따라 교단에 대한 수사가 개시되었고, 그 과정에서 1977년에 연방수사국이 이러한 음모가 준비되고 있었고 그 초기 단계는 이미 실행되고 있었다는 물증을 확보했다. 최종적으로는 교단이 쿠퍼에게 합의금을 물어주면서 상황이 종료되었다.

## 같이 보기
- 위장술책 작전
- 스노 화이트 작전